# Jim Grabb
Jim Grabb (Tucson, 14 aprile 1964) è un allenatore di tennis ed ex tennista statunitense.

## Biografia

### College
Tra il 1984 e il 1986 è stato un All-America, tre volte in doppio e due volte in singolare, aiutando così l'Università di Stanford ad arrivare in finale per due volte, la prima nel 1984 dove non è riuscita ad ottenere il titolo e la seconda nel 1986 dove invece ha ottenuto la vittoria.

Nel 1986 prima di passare tra i professionisti vince il Rafael Osuna Award che veniva assegnato al tennista che si era dimostrato più competitivo e sportivo.

### Professionista
Ha raggiunto per due volte la testa della classifica nel doppio, prima nel 1989 e poi nel 1993. Nel singolare ha come massimo risultato la ventiquattresima posizione, raggiunta nel febbraio 1990.

Il suo primo titolo lo ha vinto nel 1987 al Seoul Open dove ha sconfitto Agassi in tre set, nello stesso torneo era arrivato in finale anche nel doppio insieme a Ken Flach ma vennero sconfitti da Eric Korita e Rick Leach.

L'unica altra vittoria in singolare l'ha ottenuto all'ATP Taipei quando nel 1992 ha sconfitto nettamente l'australiano Jamie Morgan.
Nei tornei del Grande Slam ha raggiunto come massimo risultato gli ottavi di finale agli US Open 1989, nel doppio invece ha raggiunto tre finali con due vittorie.

La prima finale è stata raggiunta insieme a Patrick McEnroe nell'Open di Francia 1989 e insieme sono riusciti a sconfiggere Mansour Bahrami e Éric Winogradsky.
Nel 1992 ha raggiunto le altre due finali, prima a Wimbledon in coppia con Richey Reneberg ma ne sono usciti sconfitti e poi agli US Open dove riesce a ottenere il titolo insieme a Reneberg.

Al di fuori dei tornei del grande Slam ha vinto altri 21 titoli, il più importante nel 1989 insieme a Patrick McEnroe nella Masters Cup.

Ha partecipato alla Coppa Davis 1993 con la squadra statunitense ma nell'unico match a cui ha preso parte, insieme a Richey Reneberg, ne è uscito sconfitto dalla coppia australiana formata da Todd Woodbridge e Mark Woodforde.

Nel 2000 la rivista statunitense Sports Illustrated lo ha inserito tra le prime 50 persone sportive dell'Arizona del XX secolo, al diciassettesimo posto.

## Finali nei tornei del Grande Slam

### Doppio

#### Vittorie (2)
| Anno | Torneo        | Superficie  | Compagno        | Avversari in finale              | Punteggio          |
| 1989 | Roland Garros | Terra rossa | Patrick McEnroe | Mansour Bahrami Éric Winogradsky | 6–4, 2–6, 6–4, 7–6 |
| 1992 | US Open       | Cemento     | Richey Reneberg | Kelly Jones Rick Leach           | 3–6, 7–6, 6–3, 6–3 |

#### Finali perse (1)
| Anno | Torneo    | Superficie | Compagno        | Avversari in finale        | Punteggio                 |
| 1992 | Wimbledon | Erba       | Richey Reneberg | John McEnroe Michael Stich | 5–7, 7–6, 3–6, 7–6, 19–17 |